# Pendleburyella
Pendleburyella is een geslacht van rechtvleugeligen uit de familie krekels (Gryllidae). De wetenschappelijke naam van dit geslacht is voor het eerst geldig gepubliceerd in 1969 door Lucien Chopard.

## Soorten
Het geslacht Pendleburyella omvat de volgende soorten:
- Pendleburyella testacea Chopard, 1969
- Pendleburyella vicina Chopard, 1969